# Тафрина терносливы
Тафри́на терносли́вы (лат. Taphrina insititiae) — вид грибов рода тафрина (Taphrina) отдела аскомицеты (Ascomycota), паразит сливы (Prunus). Вызывает «ведьмины мётлы» и деформацию листьев (курчавость).

## Таксономический статус
Согласно базе данных Species fungorum, Taphrina insititiae не признаётся самостоятельным видом, это название считается синонимом для Taphrina pruni — Тафрина сливовая. Такая точка зрения высказывалась неоднократно на протяжении XX века, например, в 1949 году А. Миксом, в 2000 году Герумом [Halvor B. Gjaerum]. В то же время многие исследователи указывали на морфологические различия — у тафрины терносливы более короткие и широкие аски, чем у сливовой; также тафрину терносливы называли возбудителем «ведьминых мётел», а сливовую — «дутых плодов».

## Описание
Тафрина терносливы вызывает разрастание побегов и образование «ведьминых мётел», листья на таких побегах становятся волнистыми, «гофрированными». «Ведьмины мётлы» имеют густокустистый вид, ветви деформируются, поражённые побеги густые, тонкие, слабо развитые.
Мицелий межклеточный, зимует в тканях ветвей.
Сумчатый слой («гимений») восковидный, серый или беловатый, развивается чаще на нижней стороне листьев.
Аски восьмиспоровые, булавовидные или цилиндрические с закруглённой, реже острой вершиной, размерами 25—30×8—10 мкм. Базальные клетки (см. в статье Тафрина) 6—8×7—10 мкм, короткие, обычно с заострённым, реже с плоским основанием, вклиниваются между клеток эпидермиса растения.
Аскоспоры шаровидные или эллипсоидные, размерами 3,5—4 мкм, иногда почкуются в асках.

## Распространение и хозяева
Типовой хозяин — Тернослива (Prunus insititia), заражает также сливу домашнюю (Prunus domestica). Вид впервые описан в Дании, также его распространение указывается для Скандинавского полуострова, Центральной и Восточной Европы (Польша, Украина), Закавказья, Малой Азии и Японии.

## Способы борьбы
При появлении на сливе «ведьминых мётел» поражённые ветви срезают и уничтожают, раны замазывают. Для опрыскивания применяют 1 % медный купорос или 2 % бордоскую жидкость, обработку этими препаратами производят весной, за несколько дней до распускания почек.